# Franz Utsch
Franz Utsch MSC (* 22. Oktober 1885 in Brachbach; † 18. März 1943 in der Bismarcksee) war ein deutscher römisch-katholischer Geistlicher, Ordensmann, Missionar und Märtyrer.

## Leben
Franz Utsch wuchs südwestlich von Siegen in Brachbach auf, wo auch die Schriftsteller Stefan Utsch und Rudolf Utsch, sowie der namensgleiche Hiltruper Missionar Franz Utsch (1908–1943) geboren wurden. Er trat 1905 in die Gemeinschaft der Hiltruper Missionare ein und wurde am 11. August 1911 zum Priester geweiht. Er ging 1912 in die Ozeanien-Mission und wirkte in Lamassong an der Ostküste von Mittel-Neuirland, wo er in der weiteren Umgebung einschließlich der Tabarinseln missionierte. 1931 ging er als Nachfolger von Pater Johannes Dahmen (1903–1978) in die Bundralis-Mission auf der Insel Manus. Nach der Besetzung von Papua-Neuguinea durch japanische Invasionstruppen 1942 wurde er am 18. März 1943 zusammen mit Bischof Josef Lörks und zahlreichen weiteren Missionaren und Ordensschwestern auf dem Zerstörer Akikaze hingerichtet und ins Meer geworfen.

## Gedenken
Die Römisch-katholische Kirche in Deutschland hat Pater Franz Utsch als Märtyrer in das deutsche Martyrologium des 20. Jahrhunderts aufgenommen.